# Musée Jeanne-Devos de Wormhout
Le musée Jeanne-Devos est situé à Wormhout  une commune des Flandres dans la région des Hauts-de-France. Il est géré par le Comité flamand de France. C’est un musée typique régional qui abrite le mobilier et les collections de sa dernière propriétaire, la photographe Jeanne Devos, qui en a fait don à la ville.

## Historique
Le musée est installé dans la maison de Jeanne Devos, femme photographe du XXe siècle (1902-1989). Il s'agit d'un ancien presbytère construit en 1719 par l'abbé Alexandre Vandewall. C’est une maison typique des Flandres. Les anciens maîtres du lieu étaient Jeanne Devos et l’abbé Lamps. L’abbé Lamps est curé de Bissezeele lorsqu'il recueille Jeanne Devos, malade de la tuberculose, alors âgée de 18 ans. Il la soigne et pour la distraire lui apprend la photographie. En 1945, ils emménagent dans cette maison et c’est alors qu’elle exerce le métier de photographe. Elle est la première femme photographe de Flandres. Elle a vendu cette maison en viager à la commune de Wormhout en 1978. L’abbé Lamps et Jeanne Devos reposent dans le grand jardin de la maison. La maison est accompagnée d’une chapelle et d’un pigeonnier.

## Collections
- mobilier typique de la tradition flamande du siècle dernier avec des meubles flamands, des armoires immenses, des anciennes horloges, des porcelaines et des faïences et d’autres objets d’intérieurs d’autrefois.
- Collections d’objets et d’œuvres d’art avec des aquarelles de Simons et de Joseph Dezitter, un peintre régionaliste originaire de la ville de Bollezeele. Il y a également les gravures et céramiques de Jeanne Champillou, des peintures et des sculptures d'Anne-Marie Colesson. Ces artistes étaient des proches de Jeanne Devos[1].
- fonds photographique de 1825 à 1980. Ce sont des clichés de la région, des scènes de vie, des photographies de mariage, des portraits.
- Collections de textiles avec des dentelles et des carreaux de Bailleul, de la lingerie ancienne, des chapeaux, des costumes.
- appareil photographique : Leica et Rolleiflex
- Reconstitution d’une école d’autrefois avec des anciennes fournitures d’école.